# Ageratella
Ageratella es un género botánico de plantas fanerógamas perteneciente a la familia Asteraceae.  Es originario de México.

## Taxonomía
El género fue descrito por A.Gray ex S.Watson  y publicado en Proceedings of the American Academy of Arts and Sciences 22: 419. 1887.

## Especies aceptadas
A continuación se brinda un listado de las especies del género Ageratella aceptadas hasta agosto de 2015, ordenadas alfabéticamente. Para cada una se indica el nombre binomial seguido del autor, abreviado según las convenciones y usos.	
- Ageratella microphylla (Sch.Bip.) A.Gray ex S.Watson
- Ageratella palmeri (A.Gray) B.L.Rob.